# Maculinea sordidula
Maculinea sordidula är en fjärilsart som beskrevs av Jachontov 1909. Maculinea sordidula ingår i släktet Maculinea och familjen juvelvingar. Inga underarter finns listade i Catalogue of Life.